# Татарские дистанции
Татарские дистанции — особые административно-территориальные образования Российской империи, существовавшие в местах компактного проживания азербайджанцев (закавказских татар или тюрок согласно терминологии того времени) в южной части Грузии.
В 1801 году по приказу генерал-майора Лазарева Ивана Петровича грузинским сановникам, собравшимся в храме Сиони в Тбилиси, был зачитан манифест о единовременном присоединении Картли-Кахетинского царства (и его вассалов) к Российской империи, подписанный императором Павлом I 30 декабря 1800 года. После присоединения Грузии к Российской империи в 1801 году на территориях, населённых азербайджанцами (Елисуйское султанство, владения Шамшадильское, Казахское, Борчалинское и другие) были образованы так называемые татарские дистанции: Борчалинская дистанция, Казахская дистанция, Шамшадильская дистанция, Бамбако-Шурагельская (Памбако-Шорагяльская) дистанция, а также Елисаветпольский округ.
Татарские дистанции управлялись приставами или моуравами из числа грузинских князей в чине капитан-исправников (некоторое время до 1818 года приставами были отставные русские офицеры). Помощниками при них были русские чиновники. Над населением дистанций господствовало привилегированное сословие агаларов.
При откочёвке татар, когда они удалялись в горы, почти на самую границу с Османской империей и Персией, где они проводили целое лето, их охраняли особые отряды российских войск, чтобы препятствовать им бежать за границу.
Бамбако-Шурагельская дистанция на севере граничила с Борчалинской дистанцией, на юге — с Эриванской областью, на юго-востоке — с Казахской дистанцией, на западе — с Карским и Ахалцихским пашалыком в составе Османской империи. 
Борчалинская дистанция на севере граничила с Тифлисским и Горийским уездами, на востоке — с Сигнахским уездом и Казахской дистанцией, на юге — с Бамбако-Шурагельской дистанцией, на западе — с Карским и Ахалцыхским пашалыком. 
В Шамшадильской дистанции в 1804 году было 11 302 душ мужского пола и 10 412 душ женского пола, в 1817 году — 5740 душ мужского пола и 4556 душ женского пола. 
В 1804 году в Борчалинской дистанции было 7832 душ мужского пола и 8363 душ женского пола, в 1817 году — 5517 душ мужского пола и 5324 душ женского пола. По Камеральному описанию 1832 года, в Борчалинской дистанции было 13762 азербайджанца мужского пола в 145 селениях, включающих 4092 дома. По Ведомости о подушном исчислении населения за 1834 год в Борчалинской дистанции было 12 836, в Шамшадильской — 8697, в Бамбако-Шурагельской — 546 азербайджанцев.
В 1805 году жители Шамшадильской дистанции участвовали в восстании против российских властей, в 1810 году восстали жители Шамшадильской, Бамбако-Шурагельской и Борчалинской дистанций. После подавления восстания они стали переселяться на территорию Персии. Азербайджанцы полностью покинули  Бамбако-Шурагельскую дистанцию, азербайджанское население Шамшадильской и Борчалинской дистанций сократилось в два раза. 
Алексей Ермолов после своего назначения Главноуправляющим гражданской частью и пограничными делами в Грузии, Астраханской и Кавказской губерниях в апреле 1818 года изменил систему управления татарскими дистанциями. Татарские деревни были освобождены от зависимости от агаларов. Агаларам, смотря по знатности рода, по уважению в народе и заслугам правительству, было оставлено в услужении по нескольку семей, которые отбывали эту службу по очереди и на это время освобождались от всех государственных податей и повинностей. Агалары были этим недовольны и стали распускать слухи, что новое положение — это лишь первый шаг к порабощению татар русскими, что с них будут брать рекрутов и увеличат подати. В татарских дистанциях начались волнения и весной 1819 года Ермолов приказал в связи с этим арестовать и выслать в Тифлис шамшадильского Насиб-султана и казахского Мустафу-агу. После этого шамшадильские жители бросили полевые работы и намеревались силой освободить Насиб-султана. Однако российским властям удалось прекратить эти волнения без применения силы.
В 1831 году, видимо, после заключения Туркманчайского договора, азербайджанцы стали возвращаться обратно на российскую территорию.